# Gina Rinehart
Georgina Hope Rinehart, detta Gina (Perth, 9 febbraio 1954), è un'imprenditrice australiana, miliardaria, erede dell'industria mineraria di ferro australiana Hancock Prospecting e figlia del fondatore dell'azienda, Lang Hancock. Ha assunto il controllo della multinazionale dopo la morte del padre, nel 1992.
Nel 1999, il governo statale dell'Australia occidentale ha approvato una proposta per nominare una catena montuosa in onore della sua famiglia. Hancock Range si trova a circa 65 chilometri a nord-ovest della città di Newman a 23°00′23″S 119°12′31″E e commemora il contributo della famiglia alla creazione dell'industria pastorale e mineraria nel Regione del Pilbara.
Nel 2021 era secondo Forbes la donna più ricca dell'Australia e la 70a al mondo con un patrimonio di 22,9 miliardi di dollari,, superando Christy Walton e Liliane Bettencourt.

## Biografia
Rinehart è nata a Perth, nell'Australia occidentale, e ha trascorso i suoi primi anni nel Pilbara. Si è imbarcata alla St Hilda's Anglican School for Girls e poi ha studiato brevemente all'Università di Sydney, abbandonandola per lavorare con suo padre alla Hancock Prospecting. Era l'unica figlia di Lang Hancock, e quando morì nel 1992 – lasciando una proprietà fallimentare – gli succedette come presidente esecutivo. Ha trasformato una società con gravi difficoltà finanziarie nella più grande società privata in Australia e una delle più grandi case minerarie del mondo.
Quando Rinehart ha rilevato Hancock Prospecting, la sua ricchezza totale era stimata in A $75 milioni, che non ha tenuto conto delle passività del gruppo e delle passività potenziali. Ha supervisionato un'espansione dell'azienda nel decennio successivo e, a causa del boom del minerale di ferro dei primi anni 2000, è diventata una miliardaria nominale nel 2006. Negli anni 2010, Rinehart ha iniziato ad espandere le sue partecipazioni in aree al di fuori dell'industria mineraria. Ha fatto ingenti investimenti in Ten Network Holdings e Fairfax Media (anche se ha venduto la sua partecipazione in quest'ultima nel 2015), e si è anche espansa in agricoltura, acquistando diverse aziende di bestiame.
Negli anni '90 portò ad un processo durato un anno contro la sua matrigna Rose Porteous. Rinehart le aveva chiesto di consegnare una proprietà del valore di 26 milioni di euro e la sospettava dell'omicidio di Lang Hancock. Peter Foss, allora procuratore generale dell'Australia occidentale, inizialmente rifiutò di consentire l'autopsia sul corpo di Hancock. Tuttavia, emersero testimoni filippini che sostennero i sospetti di Rinehart. L'autopsia rilevò che Hancock era morto per cause naturali. Poco dopo emerse che i testimoni di Rinehart avevano ricevuto denaro per le loro dichiarazioni.
Rinehart ha avuto una disputa finanziaria con tre dei suoi quattro figli. A seguito di una richiesta di Hancock, un trust che deteneva un quarto delle azioni di Hancock Prospecting doveva passare ai quattro fratelli il 9 settembre 2011. Poco prima della scadenza, Rinehart ha chiesto ai suoi figli di accettare una proroga del trust fino al 2068. I tre figli più grandi si rivolsero alla magistratura per far rimuovere Rinehart dalla carica di agente del trust. Lei si dimise dall'incarico nell'ottobre 2013.

## Vita privata
Nel 1973, all'età di 19 anni, Rinehart incontrò l'inglese Greg Milton mentre entrambi lavoravano a Wittenoom. E si sposarono. I loro figli John Langley e Bianca Hope sono nati rispettivamente nel 1976 e nel 1977. La coppia si separò nel 1979 e divorziò nel 1981.  Nel 1983 sposò l'avvocato aziendale e dirigente della Arco, Frank Rinehart a Las Vegas. Frank aveva più del doppio dell'età di Gina. Hanno avuto due figli, Hope e Ginia, nati rispettivamente nel 1986 e nel 1987. Frank Rinehart ricevette una borsa di studio ad Harvard per i suoi servizi nell'allora US Army Air Corp. Fu prima all'Harvard College e poi alla Harvard Law School, mentre studiava anche ingegneria e teneva un lavoro a tempo pieno e due part-time. Frank Rinehart è morto nel 1990.

## Opinioni
Difende opinioni di estrema destra e talvolta controverse, ha appoggiato Donald Trump.

### Meritocrazia
Parlando ai media, ha suscitato polemiche attaccando gli australiani che la criticavano. Ha anche detto in particolare: “Se sei geloso delle persone che hanno più soldi, non sederti lì a lamentarti. Fai qualcosa per guadagnare più soldi. Il mio consiglio: dedica meno tempo a bere, fumare e uscire con gli amici, dedica più tempo a lavorare”.

### Aborigeni australiani
Nel 1984 espresse un'opinione che la fece conoscere dovunque: propose di eliminare gli aborigeni australiani. La sua idea consisteva nel concentrarli in una zona e poi sterilizzarli iniettando prodotti chimici.

### Lavoratori africani
Nel 2012 ha espresso la sua preoccupazione per il futuro dell'Australia. Secondo lei, gli investitori ritengono che i salari dei minatori australiani siano troppo alti, mentre gli africani sono motivati a lavorare per meno di 2 dollari al giorno. I suoi commenti hanno scatenato una protesta nel paese.

### Cambiamenti climatici
Gina Rinehart è oggetto di critiche perché nega l'origine umana del cambiamento climatico e ha finanziato una campagna contro la carbon tax. Nel 2017, ha donato 4,5 milioni di dollari all’Institute of Public Affairs, un think tank australiano scettico sul clima.